# Шива Мандгатрі
Шива Мандгатрі (Шивамантхаті-варман) (д/н — бл. 475) — правитель держави Кадамба в 460—475 роках.

## Життєпис
Син дхармамагараджахіраджи Какустхаварми. Після смерті брата Сантівармана став володарем держави. Втім його статус є дискусійним. За однією версію був лише регентом при малолітньому небожеві Мрігесавармані, за іншою мав повноцінний титул дхармагараджахіраджа.
Відомості про нього обмежені. Вів війни з Паллавами і Західними Гангами. Вішнуварман з гілки Трипарваті продовжував визнавати зверхність Кадамбів з Банавасі.
Після його смерті близько 475 року владу перебрав Мрігесаварман.